# Вітторіо Катані
Вітторіо Доменіко Луїджі Катані (італ. Vittorio Domenico Luigi Catani; нар. 17 липня 1940, Лечче — пом. 23 листопада 2020, Барі) — італійський письменник. З 1962 року він писав фантастику та наукову літературу, особливо у жанрах фентезі та наукової фантастики.

## Кар'єра
Народився у Лечче. Жив і працював у Барі, Італія. Колишній банківський службовець, він почав публікувати есе та фантастику в 1962 році, особливо в жанрах фентезі та наукової фантастики. Його перший роман «Gli universi di Moras» («Всесвіти Мораса») переміг в конкурсі Premio Urania в 1990 році.
Він також 17 разів був нагороджений щорічною Премією Італії за наукову фантастику.
Катані був одним серед перших авторів, котрі намагалися йти «італійським шляхом» до наукової фантастики — він писав ще з часів історичного журналу Oltre il cielo — його розповідь характеризується вибором соціальних, екологічних, психологічних тем, розроблених у авантюрний і водночас алегоричний вигляд, для того, щоб представити «наукову фантастику реальності».
Він публікувався в більшості найбільших газет і журналів, а його твори перекладалися в ряді європейських країн (Франції, Німеччині, Швейцарії, Угорщині, Чехії, Фінляндії), а також в Японії та Бразилії. Він працював у щоденній газеті La Gazzetta del Mezzogiorno, екологічному щоквартальнику «Villaggio Globale» та був одним з редакторів «www.fantascienza.com» та «www.carmillaonline.com». Його оповідання з'являлися в спеціалізованих журналах, газетах та періодичних виданнях, включаючи Urania, Galaxy, Galassia, Robot [перша серія], Nova SF*, Futuro Europa, Robot [нова серія], l'Unità, La Gazzetta del Mezzogiorno, MacWorld. Він був одним із перших авторів, які довірились формату електронних книг, опублікувавши десяток назв разом із Delos Digital.
Він редагував антологію «Il futuro nel sangue» («Майбутнє в крові» (R&D 1994, додаток Carmilla.)
Другий його науково-фантастичний роман «Il Quinto Principio» («П'ятий принцип») був опублікований у грудні 2009 року знову «Уранією».
Катані помер у Барі 23 листопада 2020 року у віці 80 років.

## Творчість
- L'eternità ei mostri (1972, збірка оповідань)
- Il gioco dei mondi (1985, нарис наукової фантастики)
- Gli universi di Moras (Всесвіти Мора) (1990, роман, переможець Премії Уранія)
- I guastatori dell'Eden (1993, роман)
- Replay di un amore (1994, роман)
- Cronache dal futuro (1995, посібник хлопчика з італійської фантастики)
- Tra cielo e Terra (1998, збірка оповідань)
- Accadde … domani (2001, збірка оповідань та віньєток)
- Storie dal villaggio globale. 21 racconti tra ecologia e fantascienza (2004, збірка коротких екологічних історій)
- Vengo solo se parlate di Ufi (2004, нариси з наукової фантастики)
- L'essenza del futuro (2007, 63 збірки новел та новел 1955/2007)
- Per dimenticare Alessia (2007, роман, не наукова фантастика)
- Mi sono perso col cosmo tra le mani (2008, нариси з наукової фантастики)
- I suoni del silenzio (2009, 3 збірки новел)
- Il Quinto Principio (П'ятий принцип) (2009, роман)